# Militärparade

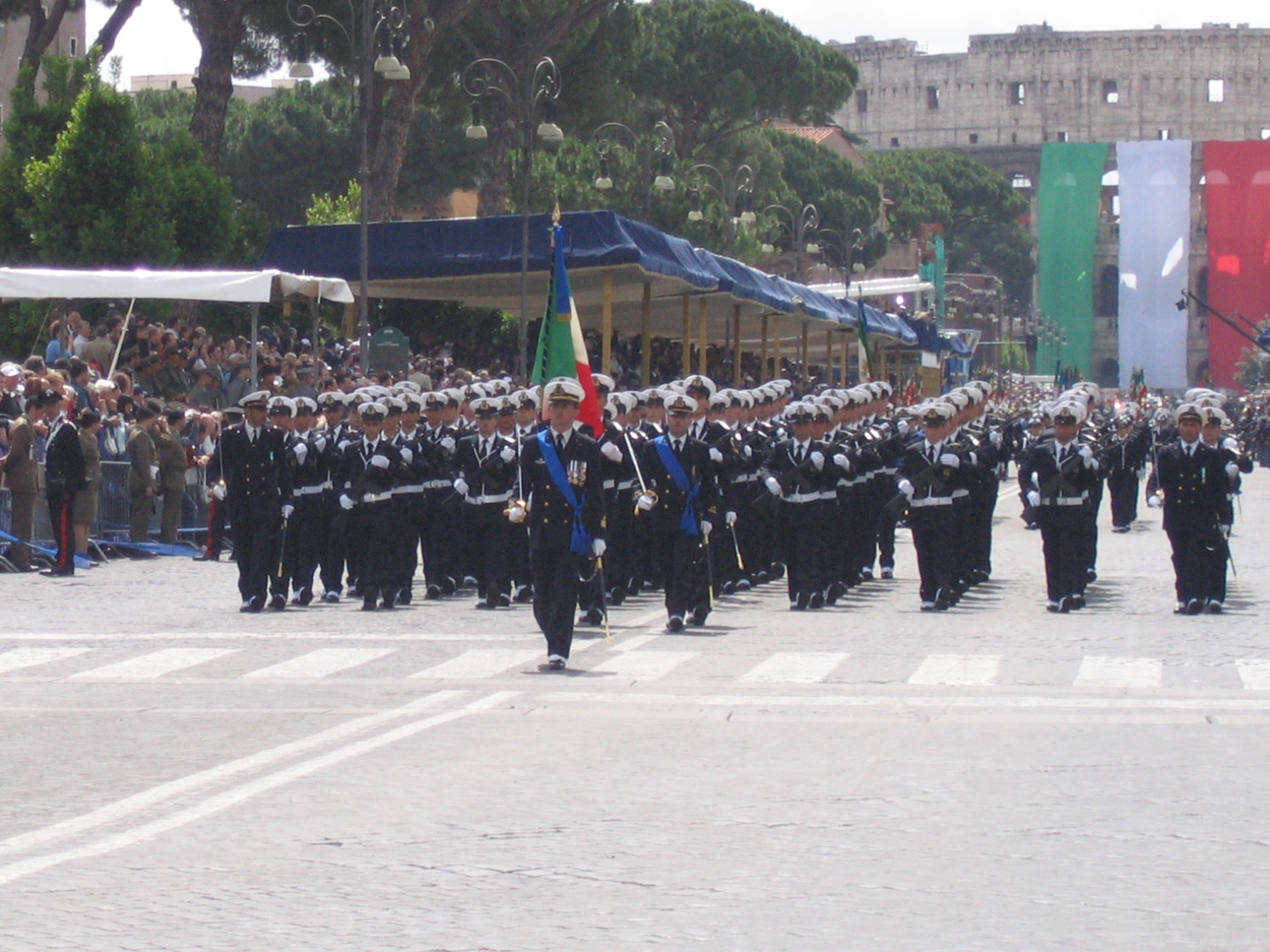
Eine Einheit der italienischen Marine auf einer Parade in Rom

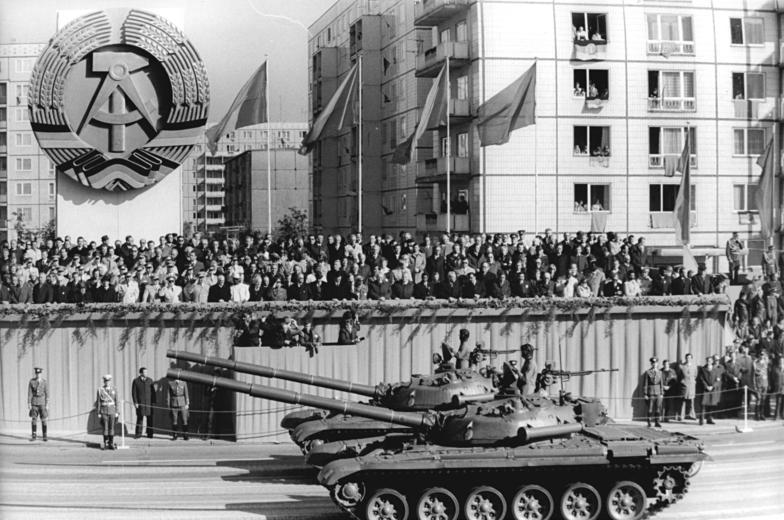
Parade zum 30. Jahrestag der Gründung der DDR

Unter einer Militärparade (auch Heerschau oder Aufmarsch) versteht man eine militärische Zeremonie, in der Soldaten zu besonderen staatlichen Anlässen öffentlich auftreten und dabei ihre Bewaffnung und Ausrüstung präsentieren.
Üblicherweise nehmen die an einer Militärparade teilnehmenden Truppenteile dazu in einem größeren öffentlichen Raum (beispielsweise entlang eines Straßenzuges) Aufstellung, wo sie von dem oder den Abnehmenden (meist Repräsentanten des Staates oder hohe Militärs) der Parade inspiziert werden. Im Anschluss folgt meist ein so genannter Vorbeimarsch, bei dem die beteiligten Truppenteile in Marschformationen gegliedert werden und unter Begleitung durch militärische Marschmusik dann an dem bzw. den Abnehmenden vorbeimarschieren (auch: defilieren oder paradieren). In vielen Ländern gibt es für den Vorbeimarsch besondere Formen des Gleichschritts (z. B. den „Stechschritt“). Vorbeimärsche sind allerdings nicht zwingend Bestandteil einer Militärparade und dürfen keineswegs als Synonym dafür missverstanden werden.
Bei einer Revue fand die Parade auf freiem Feld statt, verbunden mit der Vorführung von Manövern der einzelnen Truppenteile vor dem Oberbefehlshaber, der hinterher für besonders gut gelungene Leistungen einzelne Truppenführer auszeichnete. Berühmt waren im 18. Jahrhundert die Revuen Friedrichs des Großen auf dem Tempelhofer Feld bei Berlin und dem Bornstedter Feld bei Potsdam, die hochgestellte Besucher aus Europa und zahlreiches Publikum anzogen. Die Einrichtung lebte in Deutschland nach den Befreiungskriegen nur noch in der Bezeichnung „Revuegeschenk“ für Geldgeschenke fort, die der Landesherr im Anschluss an ein Militärmanöver an Unteroffiziere und Mannschaften vergab.

## Begriffsproblematik
Im allgemeinen Sprachgebrauch, wie auch in Medienberichten, wird der Begriff „Parade“ häufig auf jedwede Form militärischen Zeremoniells angewendet. Dies ist nicht korrekt, eine genaue Definition des Begriffs – etwa über die Art der teilnehmenden Einheiten oder deren Ausrüstung – ist aber aufgrund der vielfältigen militärischen Traditionen weltweit äußerst schwierig. Erschwerend kommt hinzu, dass sich Elemente von Militärparaden (beispielsweise der Vorbeimarsch) auch im Ablauf anderen militärischen Zeremoniells finden. Generell handelt es sich nur dann im Wortsinn um eine Militärparade, wenn die Zeremonie keinen Zweck für den militärischen Dienstalltag bzw. eine militärische Notwendigkeit erfüllt, sondern als Instrument staatlicher Selbstrepräsentation verwendet wird. So ist beispielsweise ein Gelöbnis keine Militärparade, da es als Bestandteil der Grundausbildung in Deutschland zum Dienstalltag gehört. Auch der besonders oft fälschlich als Militärparade bezeichnete Empfang mit militärischen Ehren stellt eine militärische Notwendigkeit (nach Maßgabe internationalen Protokolls) dar, deshalb greift hier der Begriff folglich nicht.

## Herkunft der Militärparade
Bereits aus der Antike sind sog. Heerschauen, in denen Befehlshaber sich von Disziplin und Ausbildungsstand ihrer Truppen überzeugten, in großer Zahl überliefert. So führte z. B. der spätere römische Kaiser Titus während der Belagerung Jerusalems im Jahr 70 n. Chr. einen großen Appell durch, bei dem seine Legionäre mit voller Ausrüstung und Bewaffnung ihren Sold ausbezahlt bekamen, um den belagerten Gegner einzuschüchtern. Ebenso gehören die Triumphzüge siegreicher Feldherrn bei ihrer Rückkehr nach Rom nach heutigen Maßstäben in die Kategorie der Militärparade.

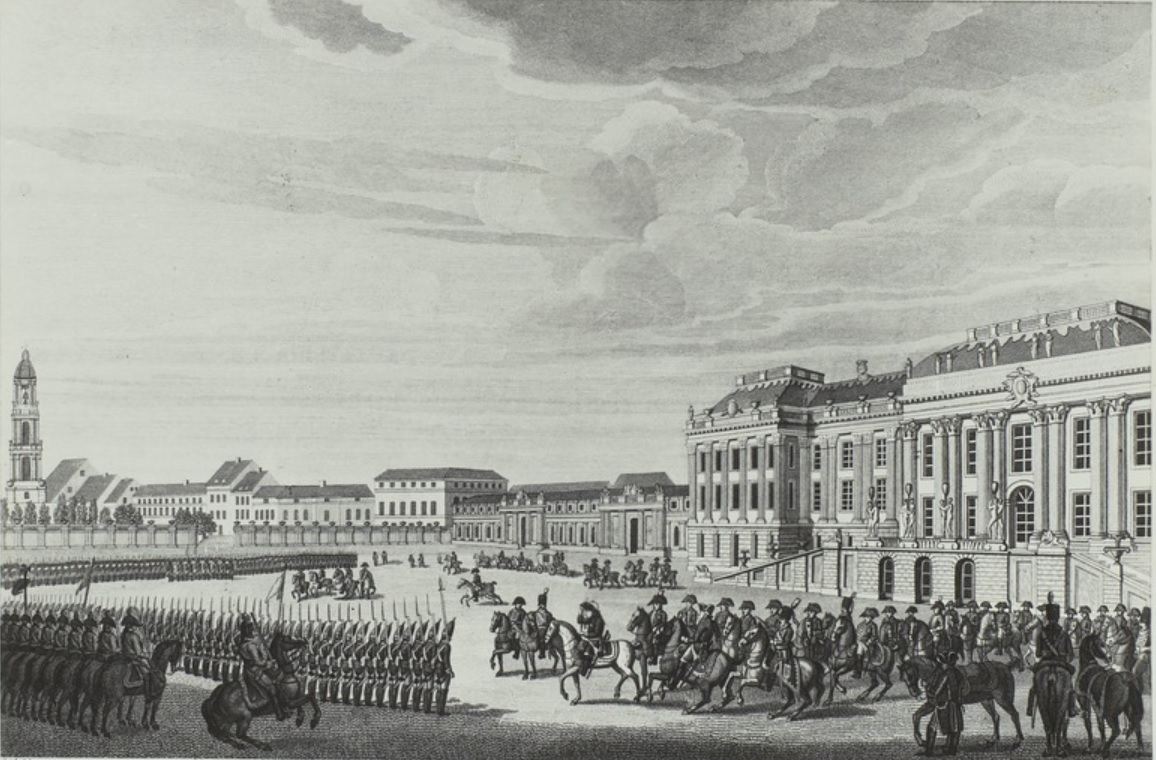
Friedrich II. von Preußen nimmt eine Parade vor dem Stadtschloss in Potsdam ab

Mit dem Ende großer, stehender Heere im Mittelalter wurden derartige Heeresschauen nur noch sehr selten durchgeführt (Ausnahmen sind z. B. die Kreuzzüge). Erst als mit dem Dreißigjährigen Krieg wieder größere Truppenkontingente dauerhaft zusammengestellt wurden, gehörten derartige Inspektionen wieder zum Alltag der Soldaten, vor allem, um die oft mangelhafte Disziplin wenigstens in Ansätzen aufrechterhalten zu können. Als Ludwig XIV. von Frankreich dann ab etwa 1660 begann, wieder eine stehende Armee aufzubauen, wurde die Grundlage für eine Militärparade nach heutigem Verständnis gelegt: die Präsentation von Waffen und Gerät anlässlich eines Appells und der Vorbeimarsch der Truppen vor den Befehlshabern mit der Absicht, den Soldaten regelmäßig ihre Vorgesetzten vor Augen zu führen und sie an ihre Pflicht ihnen gegenüber zu erinnern. Gleichzeitig sollte durch den Vorbeimarsch die Marschdisziplin der Truppen demonstriert werden, zur damaligen Zeit ein wichtiger Faktor in Schlachten, in denen die geordnete Bewegung geschlossener Formationen entscheidend war. Dieser Ablauf ist grundlegende Form der Militärparade geblieben, einzig bedeutender Unterschied ist die heute stärkere Einbindung der Öffentlichkeit.

## Militärparaden heute

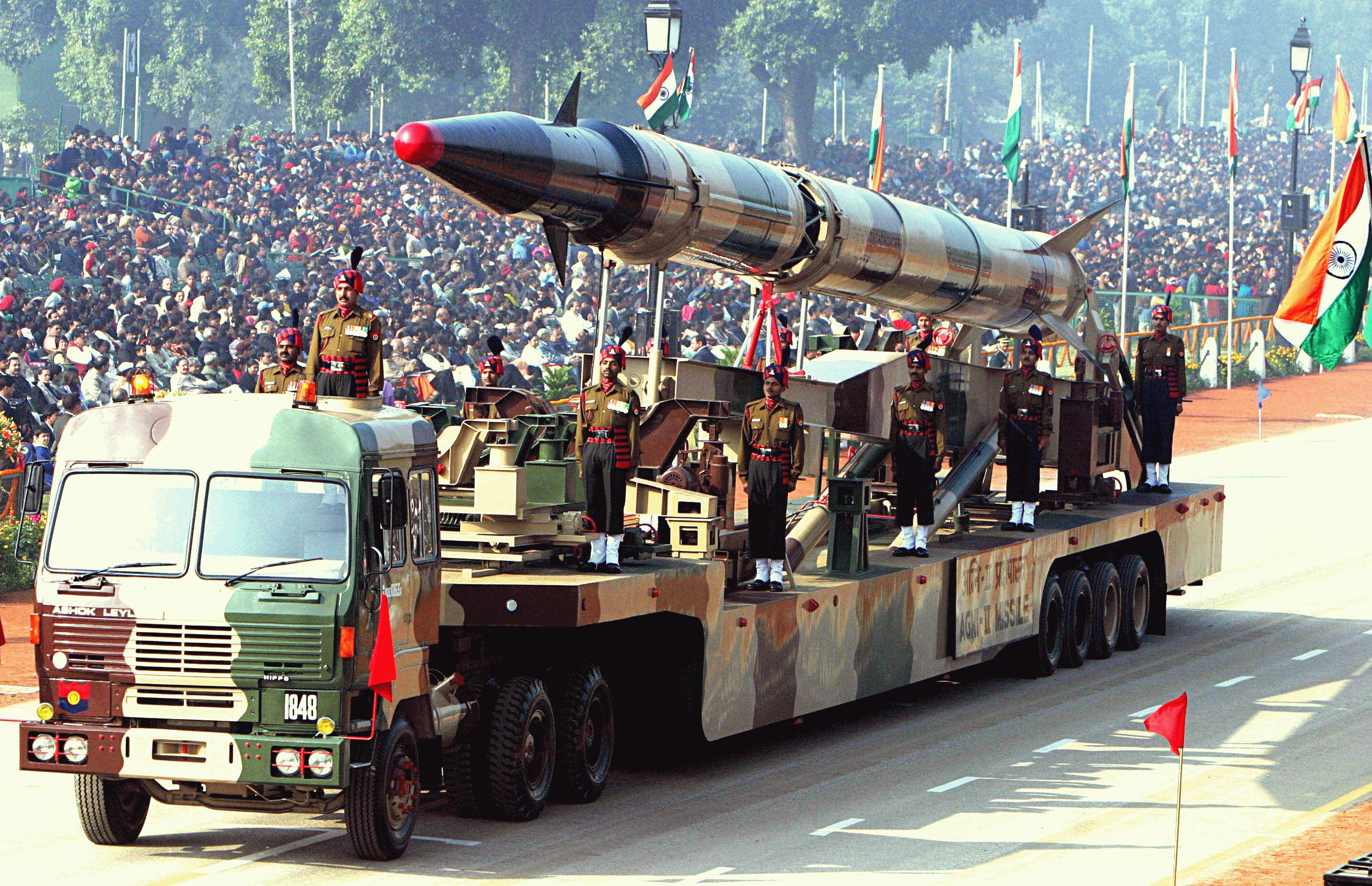
Indische Agni-II-Rakete auf einer Militärparade

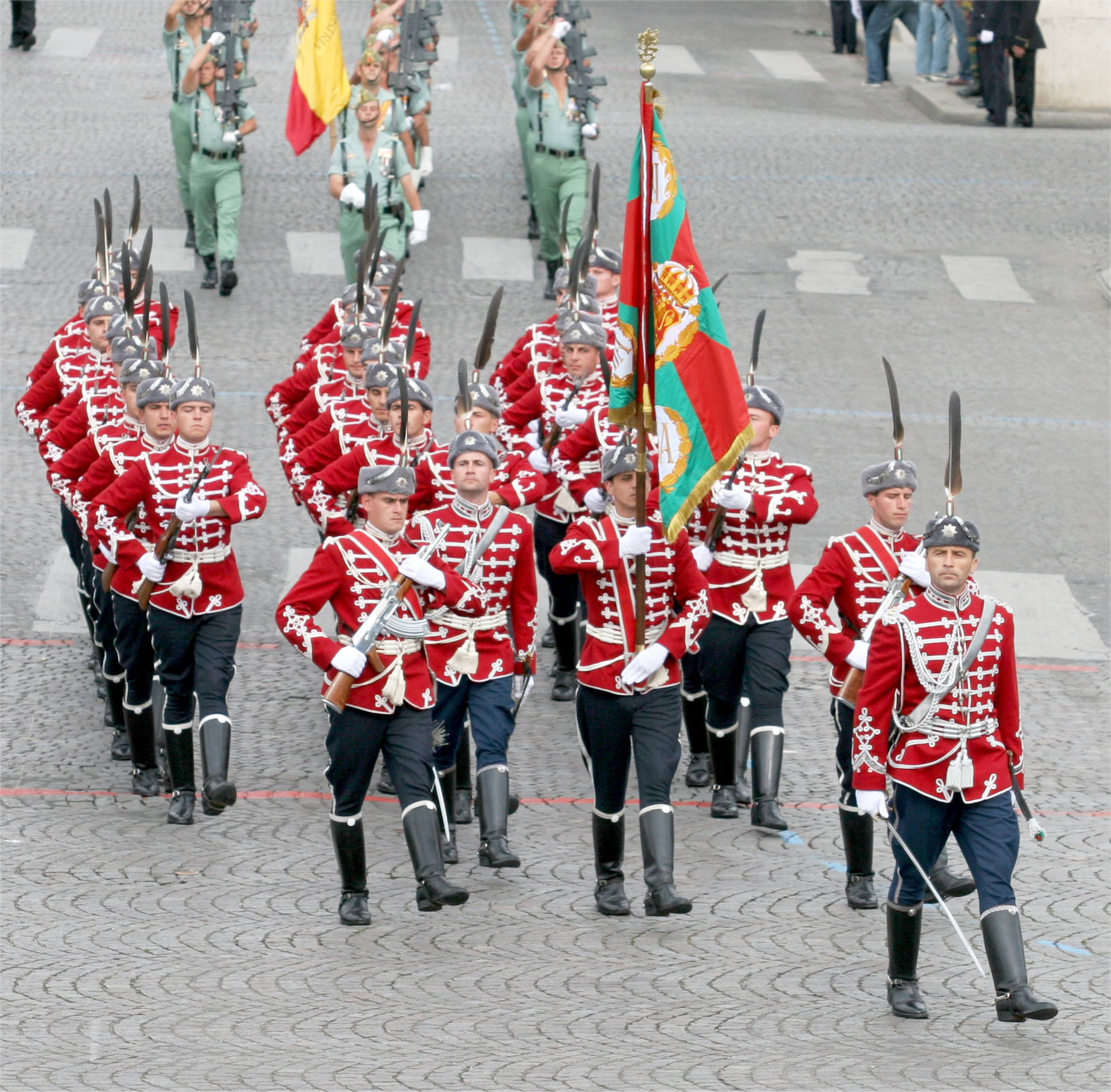
Tradition und Repräsentation: Abordnung der bulgarischen Garde bei einer Parade in Paris

In heutiger Zeit sind vor allem zwei Formen der Militärparade zu unterscheiden: Die Militärparade als reines Element der Traditionspflege, die keine politische bzw. militärische Botschaft vermittelt, und die Militärparaden, bei denen im Gegensatz dazu Wert auf die Vermittlung einer solchen Botschaft gelegt wird. Bei letzterer Ausprägung handelt es sich um solche Paraden, bei denen eine möglichst beeindruckende Auswahl an Waffen und Gerät vorgeführt wird, um dadurch potentielle Gegner abzuschrecken (Beispiele dafür waren die Paraden des Ostblocks und insbesondere in der Sowjetunion selbst, bei denen stets die neusten Waffensysteme der Öffentlichkeit präsentiert wurden; in heutiger Zeit sind es beispielsweise Staaten wie die Demokratische Volksrepublik Korea, die Volksrepublik China oder die Islamische Republik Iran, die durch ihre Paraden das Ziel der Abschreckung verfolgen). Für die andere Form der Parade besteht das Ziel der Vermittlung von Stärke und Abschreckung nicht. Es handelt sich dabei um Paraden, die allein zum Zweck der Selbstrepräsentation oder aus Traditionsgründen vom Militär als eine der Säulen staatlicher Ordnung durchgeführt werden. Ein klassisches Beispiel dafür ist die jährlich stattfindende Parade Trooping the Colour für den britischen Souverän in London.
Ebenso existieren Mischformen der beiden genannten Ausprägungen; so nehmen beispielsweise an den Paraden zum 14. Juli in Paris oder zum 12. Oktober in Madrid regelmäßig auch schwere Waffensysteme (Panzer, Artillerie) teil. Diese Form der Repräsentation wird aufgrund der demokratischen Verhältnisse in den betreffenden Ländern allerdings in der Regel nicht als Drohgebärde interpretiert, auch wenn dadurch trotzdem ein gewisser Abschreckungsfaktor geschaffen wird. Der russische Präsident Dmitri Medwedew sprach in diesem Zusammenhang von einer „erzieherischen Bedeutung“ der Militärparaden (zum 9. Mai) und bezeichnete die Entscheidung, seit 2008 bei Paraden wieder schweres Militärgerät vorzuführen, als (psychologisches) Signal an die Bevölkerung, dass das Heimatland über „eine kampffähige Armee mit einer kampfbereiten Kriegstechnik“ verfüge, die „reale Gefechtsaufgaben erfüllen“ könne.

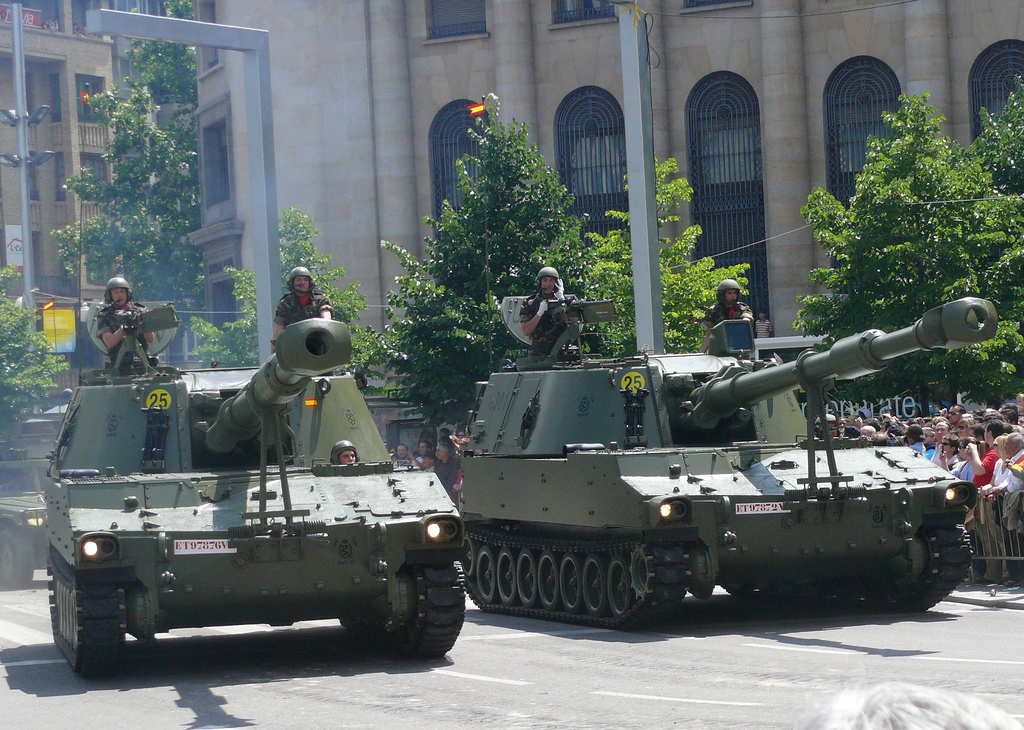
Spanische M109-Panzerhaubitzen bei einer Parade in Madrid

In demokratischen Staaten wird den Vertretern der Regierung als Repräsentanten des Volkes mit einer Parade zu besonderen Anlässen Reverenz erwiesen. In Ländern, die autoritär oder diktatorisch regiert werden (wie z. B. Belarus oder Nordkorea) weisen Paraden einen gewissen „Unterwerfungscharakter“ auf, d. h., sie folgen den Elementen eines Personen- oder Parteikults. Allgemein sind auch oft ausländische Gäste (Botschafter, Militärattachés) zu Paraden eingeladen, um sich einen Eindruck von Stärke und Ausrüstung der jeweiligen Armee machen zu können.

### Deutschland
In der Bundesrepublik Deutschland werden offiziell keine Militärparaden durchgeführt. Es ist deutschen Soldaten aber erlaubt, auf Einladung an Militärparaden im Ausland teilzunehmen. In Deutschland finden nur sogenannte „Feldparaden“ statt, die meist am Rande von Großübungen stattfinden und von den beteiligten Kommandeuren abgenommen werden, dabei tragen die Soldaten aber keine besonderen Uniformen (Paradeuniformen) und es wird weniger Wert auf die Zurschaustellung von Disziplin als auf die Präsentation von Waffen und Gerät gelegt. Zudem gibt es den Großen Zapfenstreich. Während des Kalten Krieges fanden in der Bundesrepublik Deutschland allerdings auch Aufmärsche statt, die offiziell zwar „Feldparaden“ genannt wurden, aber eher dem Charakter einer klassischen Militärparade entsprachen. Sie fanden aber nicht öffentlich, sondern auf abgesperrten Arealen statt (Nürburgring). Der erste Bundeskanzler (Konrad Adenauer) wurde 1963 nach seinem Rücktritt mit einer Militärparade verabschiedet. Zudem gab es von den Alliierten veranstaltete Paraden bis zum Abzug im Jahre 1994. An diesen nahm ab der Wiedervereinigung auch teilweise die Bundeswehr teil. Die DDR hielt in Berlin am Tag der Republik öffentliche Militärparaden ab, was regelmäßig zu Protestnoten der westlichen Besatzungsmächte führte.

## Kritik
Wie alle Elemente militärischen Zeremoniells stehen auch Militärparaden heute unter Kritik politisch links stehender und pazifistischer Gruppen, die sie für unzeitgemäß und militaristisch halten.

## Bekannte Militärparaden

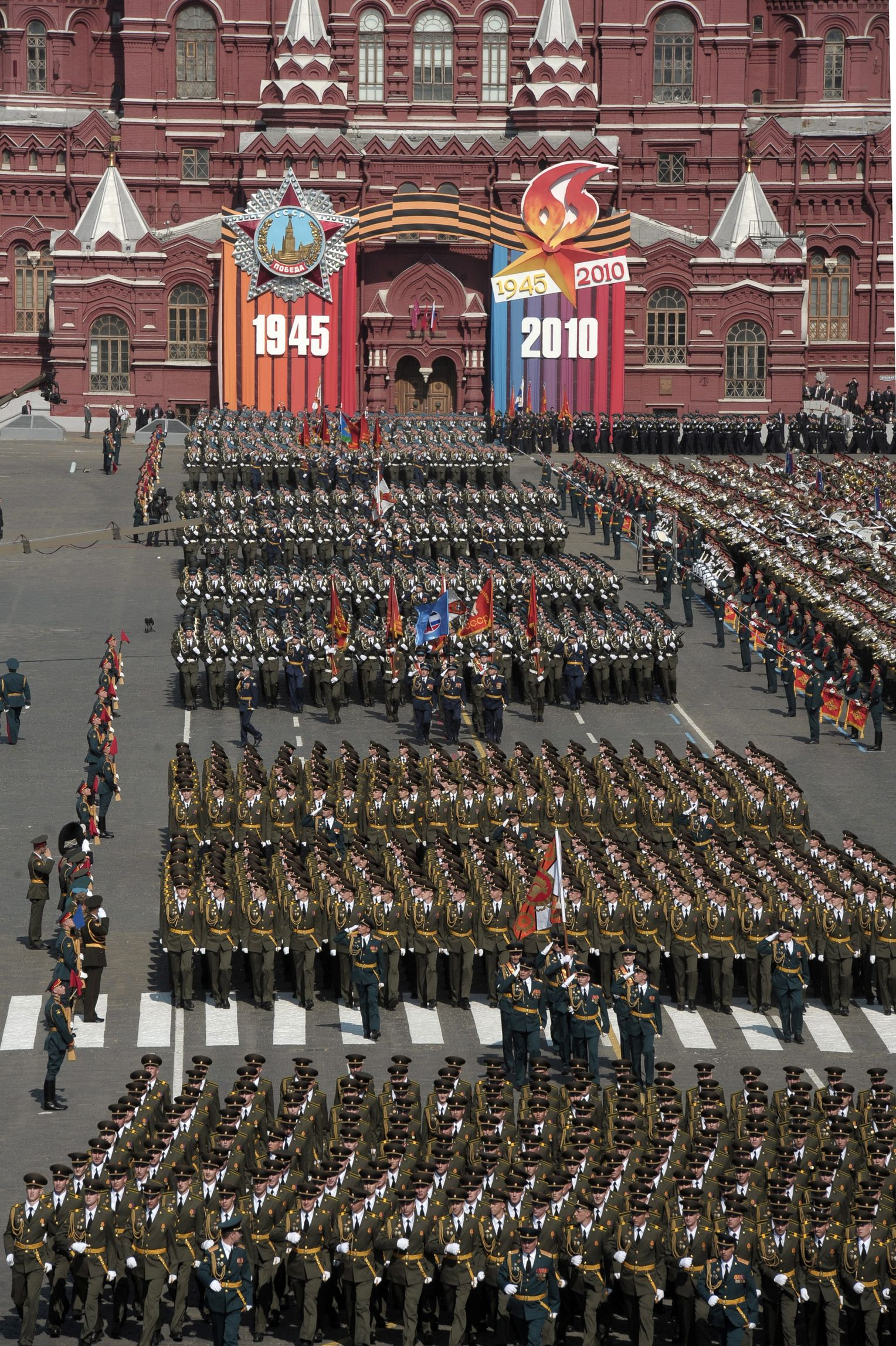
Parade in Moskau zur Erinnerung an den Sieg im Zweiten Weltkrieg

### Historisch
- Militärparade auf der Großenengliser Platte
- Parade zu Hitlers 50. Geburtstag in Berlin (1939)
- Siegesparade der Legion Condor in Berlin am 6. Juni 1939[2]
- Siegesparade der Roten Armee in Moskau (1945)
- Parade der Nationalen Volksarmee der DDR in Ostberlin zum Tag der Nationalen Volksarmee (1. März), 1. Mai und Tag der Republik (1956–1989)
- Große Feldparade der Bundeswehr auf dem Nürburgring zum 20. Jahrestag des Bestehens der NATO am 6. Juni 1969.[3]
- Allied Forces Day, Militärparade von Frankreich, Großbritannien und den USA auf der Straße des 17. Juni in West-Berlin

### Alljährliche Paraden
- Pjöngjang in Gedenken an Kim Il Sung am 15. April
- Sofia zur Erinnerung an die Tapferkeit der Bulgarischen Armee (Georgstag) am 6. Mai
- Moskau zur Erinnerung an den Sieg im Zweiten Weltkrieg am 9. Mai
- Trooping the Colour in London zum Geburtstag des britischen Monarchen im Juni
- Rom zur Festa della Repubblica am 2. Juni
- Luxemburg zum Geburtstag von Henri (Luxemburg) am 23. Juni
- Paris zum Nationalfeiertag (Frankreich) am 14. Juli
- Brüssel zum Nationalfeiertag (Belgien) am 21. Juli
- Ankara zur Erinnerung an den entscheidenden Sieg im Türkischen Befreiungskrieg am 30. August
- Wiener Neustadt zur Ausmusterung der Leutnante Anfang September
- Santiago de Chile zum Nationalfeiertag der chilenischen Unabhängigkeit am 19. September
- Ankara zum Tag der Republik (Türkei) am 29. Oktober
- Dhaka zur Erinnerung an den Tag des Sieges (Bangladesch) im Bangladesch-Krieg am 16. Dezember